# 內階增一
天貓座19，又名BD+55 1192，HD 57102、SAO 26311、HR 2783，是天貓座的一颗恒星，视星等为6.53，位于銀經161.96，銀緯26.36，其B1900.0坐标为赤經7h 14m 41.2s，赤緯+55° 26.36′ 22″。